# コンケン大学
コンケン大学（英語: Khon Kaen University、公用語表記: มหาวิทยาลัยขอนแก่น）は、タイ王国コーンケン県ムアンコーンケン郡に本部を置くタイ王国の国立大学。1964年創立、1964年大学設置。

## 概要

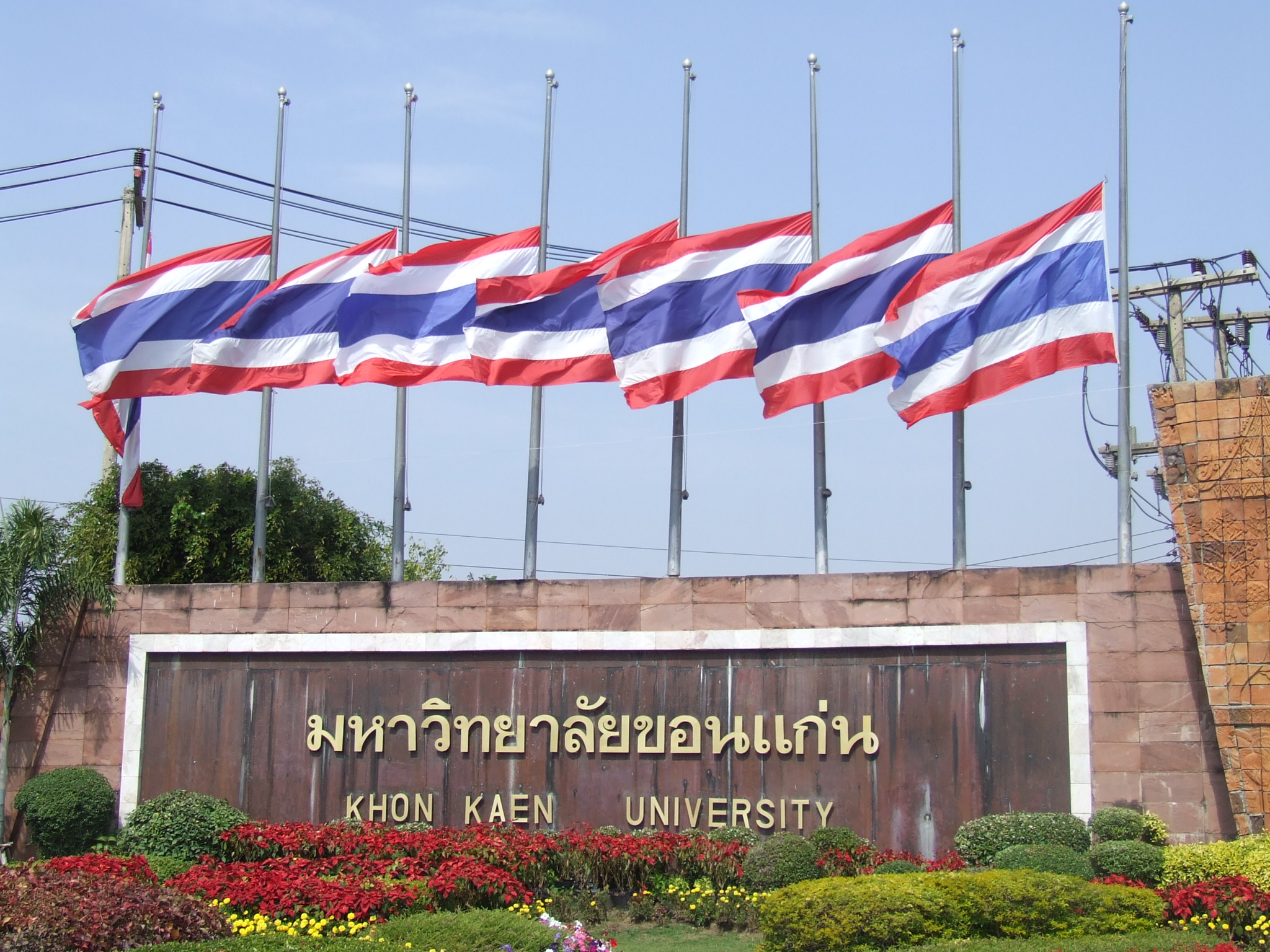
コンケン大学

1964年にタイ東北部で最初に設立された大学で、19学部および大学院を有するタイ東北部最大の総合大学である。東南アジア高等教育協会に加盟している。

## 国際学術交流協定校
筑波大学、三重大学、埼玉大学、広島大学医学部・歯学部・薬学部、藤田医科大学、東北学院大学

## 最寄駅
コーンケン駅（当大学より3.5km程度）

## 教育

### 学部
- 農学部
- 工学部
- 理学部
- 技術学部
- 建築学部
- 看護学部
- 医学部
- 関連医療学部
- 公衆衛生学部
- 歯学部
- 薬学部
- 獣医学部
- 教育学部
- 人文社会科学部
- 商学部
- 美術応用芸術学部
- 法学部
- 経済学部
- 学際学部

## 出身者
- ワナラット・ラッサミーラット（War） - 俳優